# Maurizio Valenzi
Maurizio Valenzi (né le 16 novembre 1909 à Tunis et mort le 23 juin 2009 à Acerra) est un homme politique italien, qui s'engagea, au cours de la Seconde Guerre mondiale, dans la résistance antifasciste, et continua par la suite une longue carrière politique au sein du Parti communiste italien.

## Biographie
Issu d'une famille d'origine juive livournaise, Maurizio Valenzi (né Valensi, mais dont l'orthographe du nom fut écorchée par un fonctionnaire de l'état civil italien) naquit en Tunisie, où il fit des études à la Faculté des Beaux-Arts et commença une activité de peintre.
Après avoir vécu de nombreuses années en Tunisie, il s'engagea, au cours de la Seconde Guerre mondiale, dans la résistance antifasciste et fut condamné à l'emprisonnement et torturé par le régime de Vichy.
Maurizio Valenzi a été élu à de nombreuses reprises sénateur sur les listes du Parti communiste italien. Entre 1975 et 1983, il fut maire de Naples. C'est pendant cette période qu'il fut désigné commissaire extraordinaire du gouvernement délégué pour l'urgence après le tremblement de terre de 1980. Il a été élu député européen, toujours avec le PCI de 1984 à 1989. 
Maurizio Valenzi est également connu pour son activité de peintre, commencée dans sa jeunesse après ses études à la faculté des Beaux-Arts en Tunisie et poursuivie depuis, en marge de sa vie politique.
Valenzi était le maire plus aimé des Napolitains et le plus connu à l'échelle internationale.
Comme l'ancien président de la République italienne Giorgio Napolitano était le ministre des Affaires étrangères du Parti communiste aux yeux du monde anglo-saxon, Valenzi l'était à ceux du monde francophone et du Maghreb.
En 2009, sa famille a créé à Naples la Fondation Valenzi, une institution culturellement et socialement active. Sa présidente est Lucie Valenzi et son secrétaire général Roberto Race.